# Ernst Toch
Ernst Toch (Wenen, 7 december 1887 – Santa Monica (Californië), 1 oktober 1964) was een Oostenrijks componist, muziektheoreticus, filosoof en muziekpedagoog.

## Levensloop
Toch was een zoon van een Joodse lederhandelaar in Wenen. Al vroeg kreeg hij lessen voor piano en andere instrumenten en leerde hij autodidactisch muzikale en compositie vakbekwaamheden. Maar hij studeerde aan de Universiteit van Wenen en aan de Ruprecht-Karls-Universiteit Heidelberg eerst filosofie en geneeskunde. Rond 1900 begon hij als autodidact met muziektheorie en compositie waarbij hij Wolfgang Amadeus Mozart als voorbeeld had. Een van de eerste strijkkwartetten van Toch ging 1908 in Leipzig in première. Met de première van het zesde strijkkwartet, op. 12 in 1909 door het wereldbekende Rosé-kwartet, werd de muziek van de slechts zeventienjarige componist in Wenen bekend. Met zijn Kammersinfonie in F majeur uit 1906 won hij 1909 de Mozart-prijs van de stad Frankfurt am Main. Daarna stopte hij met de studie van geneeskunde en begon met compositie en pianostudies aan het Dr. Hoch’s Konservatorium van Frankfurt.
In 1910 kreeg hij de Mendelssohn-Prijs voor compositie en in de jaren daarna vier andere grote prijzen, onder andere meerdere malen de Oostenrijkse Staatsprijs. In 1912 werd hij docent aan de Hochschule für Musik und Darstellende Kunst, Mannheim, waar hij tot 1928 compositie en muziektheorie doceerde. Bij het uitbreken van de Eerste Wereldoorlog moest hij vier jaar dienen bij de Oostenrijkse K. u. K. Armee. Hij vocht aan het Isonzofront. In 1916 huwde hij met Lilly Zwack, de dochter van een bankier.
Na de Eerste Wereldoorlog kwam hij naar Mannheim terug, waar hij verder doceerde en een nieuwe stijl van de polyfonie ontwikkelde. In 1921 promoveerde hij op zijn proefschrift Beiträge zur Stilkunde der Melodie aan de Ruprecht-Karls-Universiteit Heidelberg. Voor het Festival van nieuwe muziek in Donaueschingen schreef hij op aansporing van Paul Hindemith een werk voor harmonieorkest, Spiel für Blasorchester, op. 39. Dit werk werd op het festival in 1926 uitgevoerd, samen met Drei lustige Märsche van Ernst Křenek, Kleine Serenade für Militärorchester van Ernst Pepping, Promenadenmusik für Militärorchester van Hans Gál en Konzertmusik für Blasorchester van Paul Hindemith. Hij schreef nog 3 verdere werken voor harmonieorkest.
Op hetzelfde festival werden in Donaueschingen op 25 juli 1926 ook zijn kamermuziekwerken Drei Stücke (Studie I-III), Studie IV, Der Jongleur voor de elektrische Welte-Mignon-Piano, Fünf Capriccetti en zijn pianoconcert uitgevoerd. In deze werken neemt hij afstand van het romantische stijlkenmerk ten gunste van een 'Nieuwe Zakelijkheid', die ook zijn volgende dramatische werken, Die Prinzessin auf der Erbse (1927) naar Hans Christian Andersen en Egon und Emilie (1928) van Christian Morgenstern kenmerkt. Het pianoconcert uit 1926 beleefde al spoedig talrijke uitvoeringen van befaamde pianisten en dirigenten (Gieseking, Monteux, Ney, Furtwängler en anderen).
In 1928 vertrok Toch met zijn familie naar Berlijn. Concerten van Erich Kleiber met de Theater Suite maakten zijn muziek vanaf 1932 ook in de Verenigde Staten populair. Door Serge Koussevitzky werd Toch uitgenodigd met het Boston Symphony Orchestra het bovengenoemde pianoconcert uit te voeren. Aansluitend daarop volgde een tournee door de Verenigde Staten.
Zijn Sinfonie voor piano en orkest (1932) werd door de nationaalsocialistische "Antibolschewisten" gesaboteerd. Tijdens de machtsovername door de NSDAP in januari 1933 was Toch in Florence, Italië. Van daar emigreerde hij naar Parijs en Londen en in 1934 naar New York, waar hij aan de New School for Social Research doceerde. In deze tijd ontstonden zijn Big-Ben Variaties.
In 1936 werd hij professor compositie en muziektheorie alsook in de filosofie aan de Universiteit van Zuid-Californië in Los Angeles. Hij hield ook lezingen aan de befaamde Harvard-universiteit in Cambridge. De lezingen verzamelde hij in een boek The Shaping Forces in Music (1948), dat sinds 2005 ook in de Duitse taal met de titel Die gestaltenden Kräfte der Musik verkrijgbaar is. In Santa Monica schreef hij ook de muziek voor elf films, die in de jaren 1935, 1941 en 1944 iedere keer voor een Oscar genomineerd werd. Tot zijn bekendste filmcomposities behoort het Hallelujah uit de film De klokkenluider van de Notre Dame. 
In 1940 verkreeg hij de burgerrechten van de Verenigde Staten. Vanaf 1950 schreef hij weer concertwerken, onder andere zeven symfonieën. Voor zijn Derde symfonie kreeg hij de Pulitzerprijs voor muziek in 1957 en een Grammy-Award in 1960. Een paar jaren na de uitreiking van de Grammy noemde hij zich zelf "the world's most forgotten composer of the 20th century".

## Composities

### Werken voor orkest

#### Symfonieën
- 1906 Kammersymphonie, voor sopraan en 14 solo instrumenten
- 1933 Symfonie (2e Pianoconcert) , voor piano en orkest, opus 61
- 1950–1951 1e Symfonie, opus 72
- 1951 2e Symfonie, opus 73
- 1955 3e Symfonie, opus 75
- 1957 4e Symfonie, opus 80
- 1963 Jephta, Rhapsodic Poem (5e Symfonie), opus 89
- 1963 6e Symfonie, opus 93
- 1964 7e Symfonie, opus 95

#### Andere werken voor orkest
- 1913 An mein Vaterland, opus 23
- 1922/1949 Die chinesische Flöte, kamersymfonie voor solo-sopraan en 14 solo-instrumenten
- 1924 Danssuite, in zes bewegingen
- 1925 Concert, voor cello en kamerorkest, opus 35
- 1926 Concert, voor piano en orkest, opus 38
- 1927 Das Kirschblütenfest, muziek voor het schouwspel van Klabund
- 1927 Komödie, voor orkest in een beweging, opus 42
- 1928 Fanal, voor groot orkest en orgel, opus 45
- 1928 Bunte Suite, voor orkest, opus 48
- 1931 Kleine Theatersuite, voor orkest, opus 54
- 1932 Musik für Orchester und eine Baritonstimme, op een tekst van Rainer Maria Rilke, opus 60
- 1935 Big Ben, variaties over het beiaard van Westminster, opus 62
- 1947 Hyperion: A Dramatic Prelude, opus 71
- 1956 Peter Pan, een sprokje voor orkest in drie bewegingen, opus 76

### Werken voor harmonieorkest
- 1926 Spiel für Blasorchester, opus 39 (première in Donaueschingen)
- 1932 Miniatur Ouvertüre
- 1959 Five Pieces for Wind Instruments and Percussion, opus 83
- 1964 Sinfonietta for Wind Instruments and Percussion, opus 97

### Muziektheater

#### Opera's
| Voltooid in | titel                                 | aktes   | première                  | libretto                                 |
| ----------- | ------------------------------------- | ------- | ------------------------- | ---------------------------------------- |
| 1925        | Wegwende (onvoltooid)                 |         |                           |                                          |
| 1927        | Die Prinzessin auf der Erbse, opus 43 | 1 akte  | 17 juli 1927, Baden-Baden | Benno Elkan naar Hans Christian Andersen |
| 1928        | Egon und Emilie, opus 46              | 1 akte  |                           | Christian Morgenstern                    |
| 1929-1930   | Der Fächer, opus 51                   | 3 aktes | 8 juni 1930, Königsberg   | Ferdinand Lion                           |
| 1962        | The Last Tale, opus 88                | 1 akte  |                           | Melchior Lengyel                         |

### Werken voor koor
- 1930 Gesprochene Musik (3. ”Fuge aus der Geographie”), voor spreekkoor
- 1930 Das Wasser, cantate naar teksten van Alfred Döblin
- 1937 Cantata of the Bitter Herbs

### Vocale muziek
- 1927 Neun Lieder, opus 41
- 1945/1953 Cyclus "The Inner Circle"
- Auf Wunsch von Friedrika Amlinger, voor zang en piano

### Kamermuziek
- 1950-1961 13 Strijkkwartetten

### Werken voor piano
- 1914 Vier Klavierstücke, opus 24
- 1924 Drei Klavierstücke, opus 32
- 1928 Sonate, opus 47

### Filmmuziek
- 1933 Catherine the Great
- 1934 The Private Life of Don Juan
- 1935 Peter Ibbetson
- 1938 The Rebel Son
- 1939 The Cat and the Canary
- 1940 Dr. Cyclops
- 1941 Ladies in Retirement
- 1944 Address Unknown
- 1945 The Unseen

### opuslijst
- zie Oeuvre van Ernst Toch